# Kolporrhexis
Kolporrhexis (gr. für ‚Scheidenabriss‘) ist ein Abriss der Vagina von der Gebärmutter im Bereich des Scheidengewölbes. Sie tritt vor allem bei Schwergeburten auf und ist die schwerste Form eines Scheidenrisses. Bei Rindern kommen auch komplizierte Gebärmutterverdrehungen, bei Schafen unsachgemäße Zughilfe als Auslöser in Betracht. Der Scheidenabriss ist ein gynäkologischer Notfall und bedarf einer chirurgischen Behandlung.